# Passo Torto
Passo Torto é um grupo brasileiro de MPB. A banda é composta por Kiko Dinucci, Rodrigo Campos, Romulo Fróes e Marcelo Cabral.

## História
A reunião dos músicos resultou em um álbum lançado no Brasil em 2011 pela YB Music e a Phonobase Music Services.
O álbum é resultado de anos de parceria e afinidade musical entre os integrantes que já colaboraram entre si em seus próprios álbuns. Produzido pelo próprio grupo e por Maurício Tagliari, o disco foi gravado, mixado e masterizado por Carlos “Cacá” Lima no YB Studios em 2011.
No dia 8 de novembro de 2011, o álbum foi lançado na Internet e oferecido de forma gratuita.
Em agosto de 2015, o grupo acompanhado da cantora Ná Ozzetti lançou seu terceiro registro intitulado "Thiago França". A produção ficou a cargo da banda e gravação, mixagem e masterização foram capitaneados por Carlos "Cacá" Lima, novamente nos estúdios YB (SP).

## Discografia
- 2011 - Passo Torto (YB Music / Phonobase Music Services)
- 2013 - Passo Elétrico (YB Music)
- 2015 - Thiago França - com Ná Ozzetti (YB Music)

## Integrantes
- Romulo Fróes, cantor e compositor, tem quatro discos lançados: Calado (2004), Cão (2006), No Chão Sem O Chão (2009) e Um Labirinto Em Cada Pé (2011), seus parceiros mais constantes são os artistas Nuno Ramos e Clima.

- Kiko Dinucci, cantor, violonista e compositor, tem cinco discos lançados, Padê (2008, com Juçara Marçal), Pastiche Nagô (2009, com Bando AfroMacarrônico), O Retrato do Artista Quando Pede – Duo Moviola (2009, com Douglas Germano), Na Boca dos Outros (2010, com vários interpretes) e Metá Metá (2011, com Juçara Marçal e Thiago França).

- Rodrigo Campos, cantor, compositor, violonista e cavaquinhista, lançou em 2009 o elogiado São Mateus Não é Um Lugar Assim Tão Longe, disco produzido por Beto Villares, Gustavo Lenza e Gui Amabis, entre outros importantes produtores. Acompanhou artistas como CéU, Luísa Maita e Herbie Hancock. Atualmente, prepara seu segundo álbum, Bahia Fantástica.

- Marcelo Cabral, baixista e produtor, encabeça junto com o saxofonista Thiago França e o baterista Tonny Gordin o projeto Marginals, o qual lançou o primeiro disco (Marginals) em 2011. Produziu os elogiados álbuns ‘Lurdez da Luz’ (2010, com Daniel Bozzio) de Lurdez da Luz e ‘Nó Na Orelha’ (2011, com Daniel Ganjaman) de Criolo.

## Prêmios
- 2012 - Melhor Grupo de MPB no 23º Prêmio da Música Brasileira.[10]
- 2014 - Melhor Grupo de MPB no 25º Prêmio da Música Brasileira.